# Championnats d'Europe de VTT 2025
Navigation
2024 2026
Les Championnats d'Europe de VTT 2025 ont lieu du 8 juin au 3 août 2025, dans différents lieux en Europe. Ils sont organisés par l'Union européenne de cyclisme (UEC).

## Lieux des championnats
Les championnats ont lieu dans les villes suivantes :
- Casella  : 8 juin (cross-country marathon)
- Melgaço : 23-27 juillet (cross-country, cross-country short track, relais par équipes mixte)
- La Molina : 1er-3 août (descente)

## Résultats

### Cross-country
| Épreuves        | Or                                                                                            | Argent                                                                                     | Bronze                                                                               |
| --------------- | --------------------------------------------------------------------------------------------- | ------------------------------------------------------------------------------------------ | ------------------------------------------------------------------------------------ |
| Hommes          |                                                                                               |                                                                                            |                                                                                      |
| Élites          | Tom Pidcock                                                                                   | Charlie Aldridge                                                                           | Simon Andreassen                                                                     |
| Élites          | 1 h 21 min 02 s                                                                               | + 37 s                                                                                     | + 1 min 15 s                                                                         |
| Moins de 23 ans | Adrien Boichis                                                                                | Albert Philipsen                                                                           | Finn Treudler                                                                        |
| Moins de 23 ans | 1 h 12 min 43 s                                                                               | + 10 s                                                                                     | + 11 s                                                                               |
| Juniors         | Anatol Friedl                                                                                 | Federico Brafa                                                                             | Lewin Iten                                                                           |
| Juniors         | 1 h 04 min 21 s                                                                               | + 0 s                                                                                      | + 26 s                                                                               |
| Femmes          |                                                                                               |                                                                                            |                                                                                      |
| Élites          | Jenny Rissveds                                                                                | Evie Richards                                                                              | Nicole Koller                                                                        |
| Élites          | 1 h 21 min 47 s                                                                               | + 1 min 19 s                                                                               | + 1 min 46 s                                                                         |
| Moins de 23 ans | Valentina Corvi                                                                               | Anina Hutter                                                                               | Sina Van Thiel                                                                       |
| Moins de 23 ans | 1 h 12 min 44 s                                                                               | + 32 s                                                                                     | + 2 min 21 s                                                                         |
| Juniors         | Anja Grossman                                                                                 | Maruša Tereza Šerkezi                                                                      | Barbora Bukovská                                                                     |
| Juniors         | 1 h 03 min 01 s                                                                               | + 1 min 57 s                                                                               | + 3 min 31 s                                                                         |
| Mixte           |                                                                                               |                                                                                            |                                                                                      |
| Relais          | Italie Juri Zanotti Elian Paccagnella Martina Berta Elisa Ferri Valentina Corvi Ettore Fabbro | Suisse Finn Treudler Lewin Iten Ramona Forchini Fiona Schibler Anja Grossman Nino Schurter | Allemagne Leon Kaiser Max Ebrecht Carla Hahn Paulina Lange Nina Graf Benjamin Krüger |
| Relais          | 1 h 02 min 18 s                                                                               | + 39 s                                                                                     | + 40 s                                                                               |

### Cross-country short-track
| Épreuves        | Or                    | Argent            | Bronze          |
| --------------- | --------------------- | ----------------- | --------------- |
| Hommes          |                       |                   |                 |
| Élites          | Luca Schätti          | Thomas Litscher   | Adrien Boichis  |
| Moins de 23 ans | Adrien Boichis        | Nikolaj Hougs     | Gustav Pedersen |
| Juniors         | Anatol Friedl         | Guillermo Parrado | Federico Brafa  |
| Femmes          |                       |                   |                 |
| Élites          | Jenny Rissveds        | Nicole Koller     | Linda Indergand |
| Moins de 23 ans | Julie Lillelund       | Anina Hutter      | Sara Cortinovis |
| Juniors         | Maruša Tereza Šerkezi | Barbora Bukovská  | Elinore Nilsson |

### Cross-country marathon
| Hommes |                 |                 |                 |
| Élites | Andreas Seewald | Andrea Siffredi | Gioele De Cosmo |
| Femmes |                 |                 |                 |
| Élites | Adelheid Morath | Natalia Fischer | Mara Fumagalli  |

### Descente
| Hommes  |                |                        |                 |
| Élites  | Simon Chapelet | Andreas Kolb           | Johan Garcin    |
| Juniors | Omri Danon     | Oriol Cuadrat Castells | Riko Mäeuibo    |
| Femmes  |                |                        |                 |
| Élites  | Lisa Baumann   | Gloria Scarsi          | Vicky Clavel    |
| Juniors | Rosa Zierl     | Cassandre Peizerat     | Emma Bindhammer |